# Хърватско приморие
Хърватското приморие или крайбрежие е историческото име на областта по адриатическото крайбрежие между днешния град Риека и Карлобаг. Другото му историческо име е унгарско приморие или крайбрежие, като единствения исторически собствен хърватски излаз на море, а в контекста на хърватско-унгарската уния – и унгарски такъв на Адриатика.
В античността тази област е позната като Либурния.
Хърватското Приморие следва да се отграничава от Далмация на югоизток и Истрия с т.нар. австрийско приморие на северозапад. Районът включва градовете на хърватското крайбрежие Бакар, Кралевица, Църквеница, Брибир, Нови Винодолски и най-важния град – Сен.
Собствено хърватското крайбрежие е пустинно и неприветливо, както доста дълбоко. Няма известни курорти. Днес курортните ивици на Хърватия са в Истрия и Далмация. Успоредно и непосредствено на брега се издига Велебит, отвъд който е Лика с хърватската далматинска магистрала свързваща Загреб към Дубровник.